# تناجر أوبالي الورك
تناجر أوبالي الورك (الاسم العلمي: Tangara velia)، هو نوع من الطيور يتبع فصيلة التناجر ضمن رتبة العصفوريات.